# 國稀酒造
國稀酒造株式会社（くにまれしゅぞう）は、北海道増毛郡増毛町の清酒製造・販売を行う酒蔵。

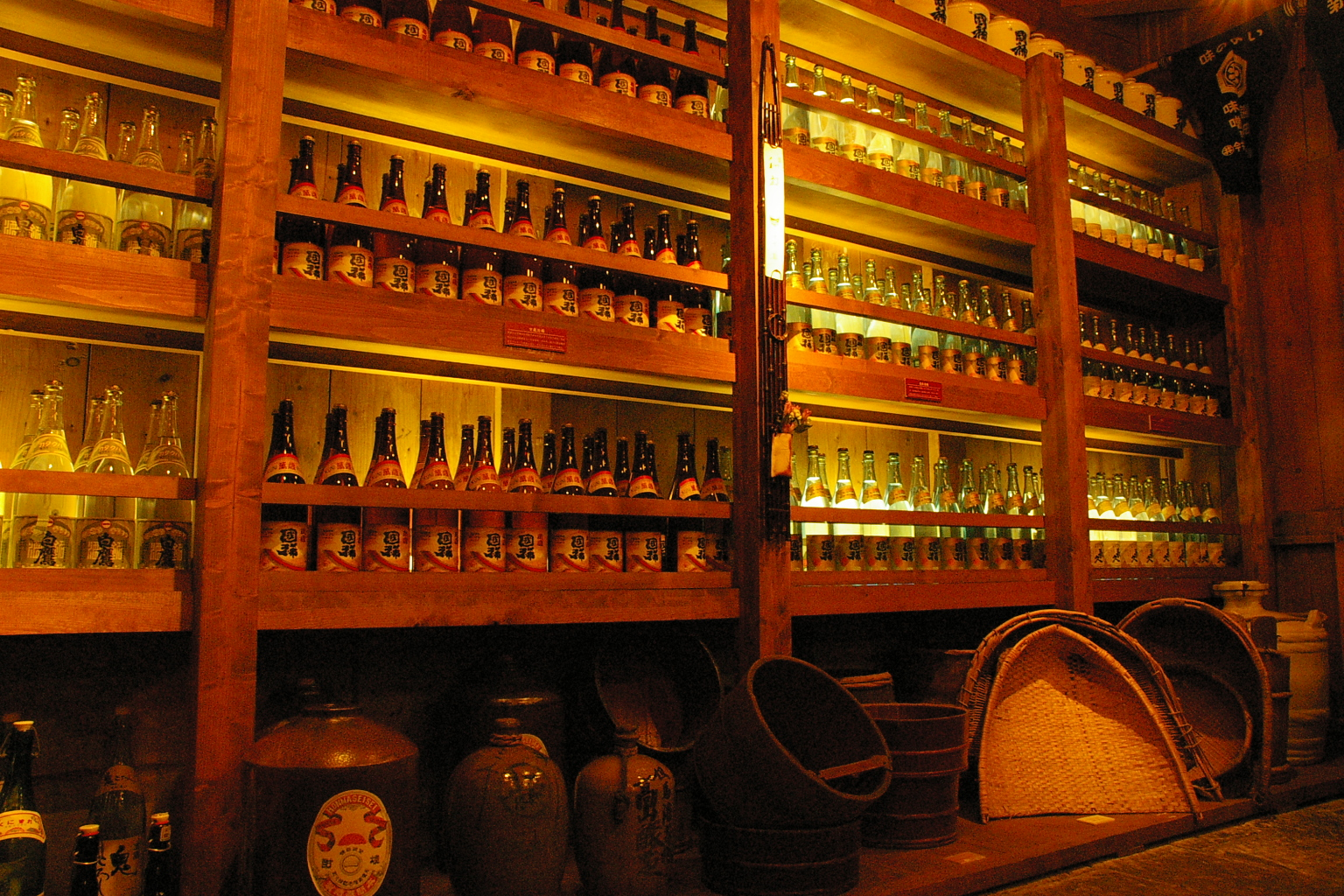
資料館内部

1882年（明治15年）創業。1902年（明治35年）丸一本間合名会社創立。2001年（平成13年）10月1日に「丸一本間合名会社」から「國稀酒造株式会社」に法人格及び社名を変更した。初代は本間泰蔵。『國稀』『北海鬼ころし』が主力商標である。
南部杜氏の流れを汲み、昔ながらの製法を守る蔵であり、暑寒別岳山麓からの良質な天然水に拘った酒造りをしている。現在、造り酒屋としては日本で最北に位置する。
高倉健主演の映画『駅 STATION』のロケ地ともなった。

## 主な商品

### 清酒
- レギュラー商品
  - 国稀 大吟醸
  - 国稀 吟醸酒
  - 国稀 特別純米酒
  - 国稀 特別本醸造 千石場所
  - 純米 吟風国稀
  - 国稀 本醸造
  - 国稀 上撰
  - 国稀 佳撰
  - 国稀 北酔
  - 北海鬼ころし

- 地域限定商品
  - 国稀 北海道限定 純米大吟醸
  - 国稀 北海道限定 純米吟醸
  - 国稀 純米吟醸 北のきらめき
  - 国稀 純米酒 暑寒しずく
  - 国稀 暑寒美人
  - 国稀 初代泰蔵の北じまん

### 焼酎
- レギュラー商品
  - 国稀 本格酒粕焼酎 初代泰蔵（25度）
- 蔵元限定商品
  - 国稀 酒粕焼酎 素焼甕壷長期熟成 古酒泰蔵（30度）
  - 国稀 吟醸 酒粕焼酎 泰蔵（30度）
  - 国稀 酒粕焼酎泰蔵 木樽貯蔵（30度）

### 梅酒
- 国稀 本格 鬼ころしの梅酒

## 受賞歴
全国新酒鑑評会
平成14酒造年 - 29酒造年
- 「国稀」金賞受賞 - 平成29年受賞